# Pressiyan Ier
Pressiyan Ier, aussi Presijan, Presian, Presyam ou Pressian (en bulgare : Княз Пресиян), est un Knèze des Bulgares de 836 à 852.
Fils de Sviniza (lui-même fils d'Omourtag) et neveu de Malamir, il est le père du tsar Boris Ier de Bulgarie.